# Sabina Vela-Dragoni

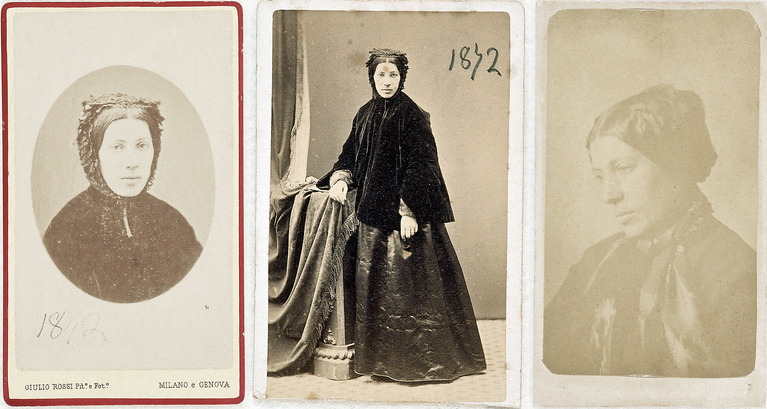
Sabina Vela-Dragoni

Cornelia Sabina Vela-Dragoni (* 1. September 1822 in Corpi Santi di Milano; † 30. Oktober 1892 in Ligornetto) war die Ehefrau des Bildhauers Vincenzo Vela, die ihren Mann bei seinen künstlerischen und geschäftlichen Tätigkeiten entscheidend unterstützte.

## Leben
Sabina Dragoni kam auf dem Gutshof Beveradora in Corpi Santi di Milano als jüngstes von sieben Kindern des Buchhalters Angelo Dragoni und der Livia geborene Acerbi zur Welt. Zu diesem Zeitpunkt war ihr Vater Pächter des Guts Beveradora e Benzona, das den Luoghi pii elemosinieri von Mailand gehörte, einer wohltätigen Körperschaft, die sich der Armenunterstützung verschrieben hatte. Bereits in den Jahren zuvor war er mit dem Freiherrn Bartolomeo Pergami, dem Günstling Carolines von Braunschweig, in Kontakt getreten, den er später als Agent auf dessen Reisen durch Italien begleitete. Die Dragoni waren Land- und Gutsverwalter, die mit ihrer umfassenden kulturellen Bildung dem aufstrebenden Bürgertum zuzurechnen sind. Sabina Dragoni wuchs in einem aufgeschlossenen und politisch aktiven Umfeld auf. Ihr Vater war überzeugter Republikaner, und ihre Brüder Bruto und Regolo kämpften an vorderster Front in den Italienischen Unabhängigkeitskriegen.
Gemäss Romeo Manzoni, einem der ersten Biografen Vincenzo Velas, begegnete Sabina Dragoni dem Künstler im Mailänder Atelier von Velas Lehrer Benedetto Cacciatori, wo sie Modell stand. Aus dieser Begegnung in den 1840er Jahren entwickelte sich mit der Zeit eine feste Bindung; die beiden einten nicht zuletzt die Ideale des Risorgimento und das Bestreben, die Lombardei von der österreichischen Herrschaft zu befreien. Nachdem Vela in einem aufsehenerregenden Akt die ihm angetragene Ehrenmitgliedschaft der Akademie Brera ausgeschlagen hatte und in der Folge aus der Lombardei ausgewiesen worden war, beschloss er 1853 nach einem kurzen Aufenthalt im Tessin, sich in Turin niederzulassen, wohin ihn Sabina Dragoni begleitete. Das Paar bezog eine Wohnung im Stadtteil Vanchiglia und heiratete am 21. Februar desselben Jahres. Die geborene Österreicherin wurde mit der Heirat Schweizerin und Bürgerin von Ligornetto. 1854 gebar Sabina Vela-Dragoni das einzige gemeinsame Kind Spartaco Vela. Der hauptsächlich im Bereich der Ornamentik tätige Bildhauer Lorenzo Vela war ihr Schwager.
Sabina Vela-Dragoni wurde von da an immer mehr zur Ansprechperson Vincenzo Velas in privaten und künstlerischen Belangen. Sie unterhielt in vielen Fällen die Kontakte zu Auftraggebern und Lieferanten und führte die Korrespondenz des Bildhauers mit Freunden und Bekannten. Ihre Rolle als Mentorin behielt sie auch bei, als Vela sich 1867 entschied, in sein Heimatdorf Ligornetto zurückzukehren. Er hatte sich dort ein stattliches Wohnhaus mit Atelier errichten lassen, das bald zum Anziehungspunkt für Künstler, Sammler und Bewunderer seiner Werke wurde. Um 1880 verfassten Sabina Vela-Dragoni und ihr Sohn einen ersten handschriftlichen Führer der Sammlung (Museo Vincenzo Vela). Ihr verdanken wir ausserdem die Überlieferung und Auswahl von Velas Briefen, welche die Karriere des Künstlers dokumentieren und dessen öffentliche Wahrnehmung mitbestimmten. Eine kürzlich erschienene Studie über die Bibliothek der Familie Vela weist Sabina Vela-Dragoni als gebildete Leserin aus. Sie starb am 30. Oktober 1892 zu Hause in Ligornetto nur 13 Monate nach dem Tod ihres Mannes.

## Archive
- Museo Vincenzo Vela, Ligornetto.
- Schweizerisches Bundesarchiv, Bern, Vincenzo Vela.